# Bassia dinteri
Bassia dinteri là loài thực vật có hoa thuộc họ Dền. Loài này được (Botsch.) A.J.Scott mô tả khoa học đầu tiên năm 1978.